# Wojna i pokój (serial telewizyjny 1972)
Wojna i pokój (ang. War and Peace) – brytyjski serial z 1972 roku. Kolejna ekranizacja powieści Lwa Tołstoja, pod tym samym tytułem.
Anthony Hopkins za rolę Bezuchowa zdobył w 1973 roku nagrodę BAFTA w kategorii najlepszy aktor.

## Fabuła
Rok 1805. Napoleon szykuje się do ataku na Rosję. Tymczasem w rodzinie Rostowów trwają przygotowania do imienin hrabiny Rostowej i jej córki Nataszy – piękną szlachcianką. Podczas balu podana zostaje wiadomość o wybuchu wojny, tymczasem Natasza poznaje księcia Bołkońskiego, w którym dziewczyna bezgranicznie się zakochuje.

## Obsada
- Anthony Hopkins – Piotr Bezuchow
- Alan Dobie – książę Andriej Nikołajewicz Bołkoński
- Morag Hood – Natasza Rostowa
- Angela Down – Maria Bołkońska
- Rupert Davies – hrabia Rostow
- Faith Brook – hrabina Rostowa
- David Swift – Napoleon Bonaparte
- Frank Middlemass – Michaił Kutuzow
- Sylvester Morand – Mikołaj Rostow
- Joanna David – Sonia Rostowa
- Harry Locke – Płaton Karatajew
- Donald Douglas – car Aleksander I
- John Cazabon – Barclay de Tolly
- Fiona Gaunt – Helena Kuragin, żona Piotra Bezuchowa
- Anthony Jacobs – książę Mikołaj Bołkoński, ojciec Andrieja Bołkońskiego
- Athene Fielding – panna Bourienne
- Barnaby Shaw i Rufus Frampton – Pietia Rostow
- Peter Bathurst – Karl Ludwig von Phull
- Morris Perry – Joseph Fouché
- Geoffrey Morris – sekretarz Napoleona
- Michael Gover – Aleksandr Bałaszow
- Toby Bridge – młoda Nikolenka Bołkońska
- Neil Stacy – Borys Drubiecki
- Anne Blake – księżna Drubiecka
- Gary Watson – Denisow
- Donald Burton – Dołochow
- Tony Steedman – marszałek Davout
- Joseph Wise – rosyjski oficer
- Colin Baker – Anatol Wasilijewicz Kuragin
- Basil Henson – książę Wasilij Kuragin
- Josie Kidd – Katiusza
- James Appleby – niemiecki przyboczny
- Gerard Hely – książę Murat
- Michael Billington – porucznik Berg
- Will Leighton – Tichoń
- Patricia Shakesby – Wiera Rostowa, żona Berga
- Alison Frazer – księżniczka Lisa Bołkońska
- Richard Hurndall – hrabia Rostopczin
- John Breslin – marszałek Berthier
- Pat Gorman – francuski sierżant
- Philip Lowrie – francuski kapitan
- Edmund Bailey – Prokofiej
- Hugh Cross – Mitińka
- Richard Poore – francuski wysłannik
- Barbara Young – Anna Scherer
- Karin MacCarthy – Julia Karagin
- Maurice Quick – Pawieł
- Roy Spencer – Timohin
- Hubert Cross – generał Rapp
- Geoffrey Denton – gospodarz
- Tenniel Evans – książę Bagration
- John Lawrence – jeden z gości Anny
- Judith Pollard – Olga
- Edith Sharpe – panna Scherer
- Tony Caunter – francuski kapral
- Erik Chitty – Gierasim